# Mario Canu
Mario Canu, detto Clemente (Cellere, 26 agosto 1970), è un fantino italiano.
Clemente inizia a gareggiare a undici anni, e fa il suo esordio in Piazza del Campo a Siena nel 1996. In totale, vanta undici partecipazioni al Palio di Siena.

## Palio di Siena
Mario Canu marca il tufo di Piazza del Campo per la prima volta con il giubbetto di una contrada nel 1994, quando il Valdimontone gli dà l'opportunità di correre alcune prove.
L'esordio senese vero e proprio, però, arriva il 16 agosto 1996, quando, sempre il Valdimontone decide di montarlo per il Palio con il cavallo Penna Bianca, e lo ribattezza con il nome Clemente. Clemente e Penna Bianca partono molto bene, e si inseriscono subito tra le prime posizioni. Al secondo Casato, dopo aver sfiorato la prima posizione, vengono travolti dalla Lupa, che ha battuto nell'imbottitura del colonnino, e Clemente finisce sui palchi.
Nel 1997 Clemente corre a luglio nella Chiocciola con La Fanfara, e si mantiene tra le prime posizioni fino alla sua caduta al secondo San Martino. Ad agosto torna nel Valdimontone, ma ancora una volta insegue la vittoria senza trarre alcun successo.
Torna il 2 luglio 1998 con i colori del Valdimontone, ma parte male e nonostante una notevole rimonta, conclude ancora indietro. Il 16 agosto viene ingaggiato dalla Contrada dell'Aquila. Parte tra i primi e all'ultimo giro inizia un duello cruciale con il Nicchio, ma ha la peggio e si deve accontentare del secondo posto.
Nel 1999 corre nella Civetta a luglio senza nessun risultato e ad agosto cade al primo San Martino nell'Oca.
Nel 2000 a luglio realizza un palio incolore, cadendo al secondo San Martino, nel Valdimontone e ad agosto cade ancora, ma al primo giro, con lo scosso Urban II che arriva secondo.
Il 2 luglio 2001 corre per l'Aquila, ma dopo una brutta partenza realizza un Palio incolore.
Torna in Piazza dopo ben 6 anni, il 2 luglio 2007 con i colori della Tartuca, ma avendo il difficile compito della "rincorsa", non riesce a mettersi in evidenza.

## Presenze al Palio di Siena
| Palio          | Contrada     | Cavallo         | Note   |
| -------------- | ------------ | --------------- | ------ |
| 16 agosto 1996 | Valdimontone | Penna Bianca    | scosso |
| 3 luglio 1997  | Chiocciola   | La Fanfara      | scosso |
| 16 agosto 1997 | Valdimontone | Tuareg          |        |
| 2 luglio 1998  | Valdimontone | Arianna         |        |
| 16 agosto 1998 | Aquila       | Votta Votta     |        |
| 2 luglio 1999  | Civetta      | Lupo del Cimino |        |
| 16 agosto 1999 | Oca          | Toula           | scosso |
| 2 luglio 2000  | Valdimontone | Un Grigino      | scosso |
| 16 agosto 2000 | Onda         | Urban II        | scosso |
| 2 luglio 2001  | Aquila       | Altoprato       |        |
| 2 luglio 2007  | Tartuca      | Caro Amico      |        |

## Vittorie in altri palii
Nonostante non sia mai riuscito a vincere il Palio di Siena, Clemente ha vinto ben 20 palii in provincia, un numero da record.
Le sue vittorie più numerose le ha conquistate al Palio di Casteldelpiano; ben otto dal 1996 al 2007.
Altre sette trionfi li ha conquistati a Piancastagnaio.
Da ricordare anche le sue quattro vittorie al Palio di Ferrara (1997, 2001, 2005 e 2009) e la sua unica vittoria a Monticiano.

## Vittorie
- Palio di Castel del Piano: 8 vittorie (1996, 1999, 2000, 2001, 2002, 2003, 2004, 2007)
- Palio di Ferrara: 4 vittorie (1997, 2001, 2005, 2009)
- Palio di Piancastagnaio: 7 vittorie
- Palio di Monticiano: 1 vittoria